# Padrão do Ameixial
O Padrão do Ameixial situa-se no Terreiro da Batalha do Ameixial, na freguesia de Ameixial (Santa Vitória e São Bento), no município de Estremoz, Distrito de Évora, Portugal.
Foi classificado como Monumento Nacional em 1910.

## História
Padrão erguido após a batalha do Ameixial, ocorrida a 8 de Junho de 1663, para comemorar a vitória dos portugueses sobre o exército espanhol, durante a Guerra da Restauração.
Originalmente o padrão foi erguido no local da batalha, na estrada do Cano, tendo sido transferido para a E. N. 245, entre o final do século XIX e o início do século XX.

## Descrição
Padrão em mármore local, composto por soco escalonado de três degraus, onde se assenta a base e a coluna lisa com capitel de ordem dórica rematado por plinto e coroa imperial fechada.
Na base apresenta a seguinte inscrição descritiva: